# Forskudt smerte
Forskudt smerte (også refereret, overført eller henvist smerte) eller er smerte som føles et andet sted end hvor det egentlige stimulus er.
Viscerale smerter (typisk fra organer) er ikke særligt godt kortlagt i centralnervesystemet (CNS). Det er derimod de somatiske smerter. Hvis de nerver der innerverer det organ, hvor smerten opstår, samtidigt innerverer somatiske regioner, vil centralnervesystemet opfatte smerten som om den kom fra disse somatiske regioner.
Et typisk eksempel er i tilfælde af akut myokardieinfarkt, hvor der føles smerte i hals, skulder, ryg og venstre arm, og ikke i hjertet, hvor selve smerte stimuli opstår.